# Alnus nepalensis
Alnus nepalensis är en björkväxtart som beskrevs av David Don. Alnus nepalensis ingår i släktet alar, och familjen björkväxter. Inga underarter finns listade.

## Bildgalleri

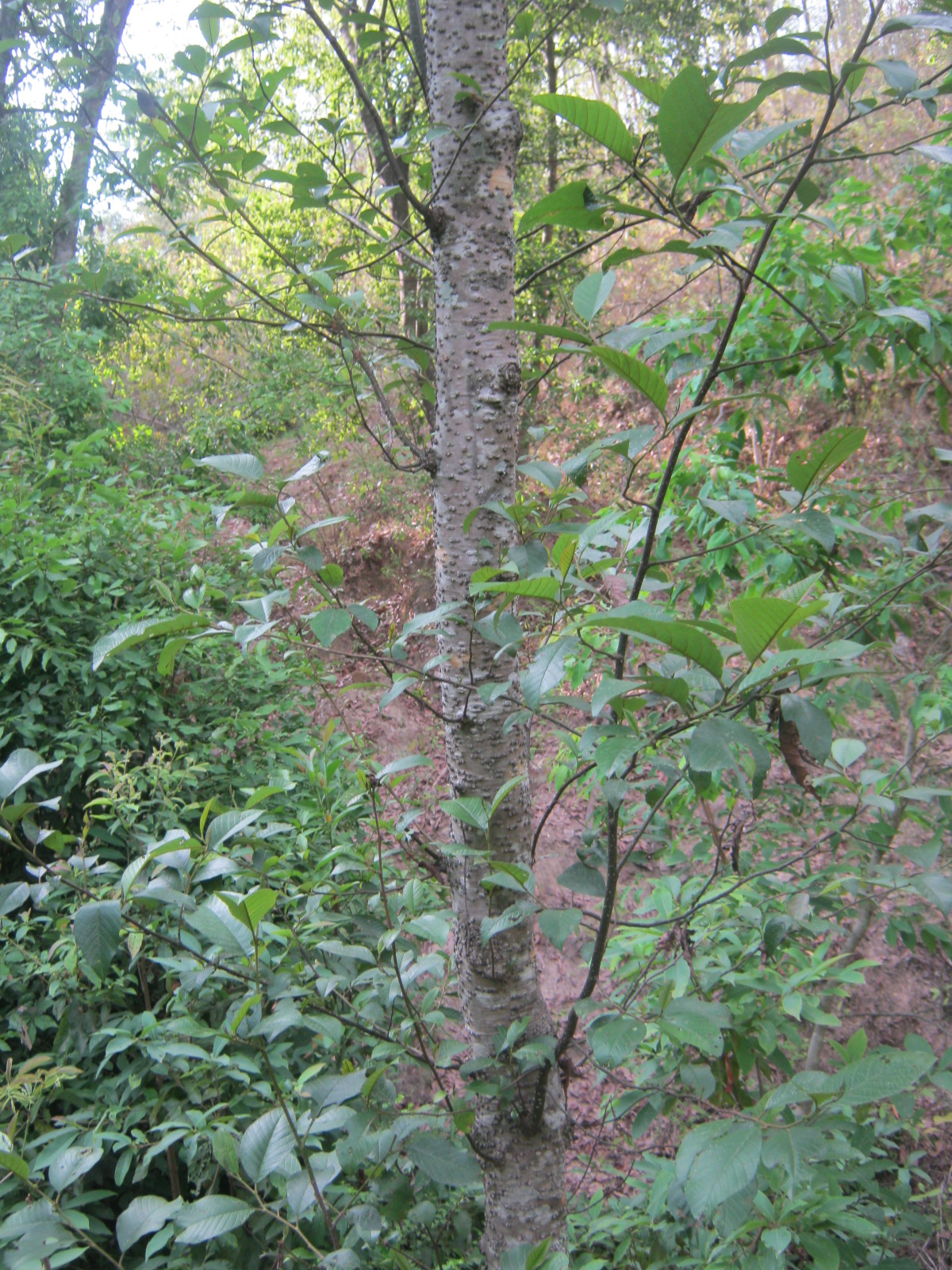